# 手塚眞
手塚 眞（てづか まこと、本名：真（新字体）、1961年8月11日 - ）は、日本の映像クリエーター、映画監督。
有限会社ネオンテトラ代表取締役、株式会社手塚プロダクション取締役。一般財団法人手塚治虫文化財団代表理事。宝塚市大使。手塚治虫記念館名誉館長兼総合プロデューサー。イメージフォーラム映像研究所講師。ジャパン・イメージ・カウンシル理事。知的財産管理技能検定委員。
父は漫画家の手塚治虫、妹はプランニングプロデューサー・手塚プロダクション取締役の手塚るみ子、妻は漫画家の岡野玲子。また、祖父に写真家の手塚粲、曽祖父に司法官の手塚太郎、高祖父に医師の手塚良仙がいる。

## 来歴
手塚治虫の長男（第1子）として生まれる。小学校から高等学校までを成蹊学園で過ごす。幼児期には虫プロダクションが制作した『W3』よりも『ウルトラQ』を好み、主に妖怪物の漫画などを愛好した。幼少時代に手塚作品にあまり馴染まなかった理由については自著で、「嫌いだとかつまらないというより、身近すぎていつでも観られるという印象を持っていたからです」「ぼくらはその気さえあれば、いつでもアニメは観られるのです。まったく八百屋にとっての野菜と同じ、漫画もアニメも見飽きていて、どちらかと言えば父の仕事場を連想してしまい、やや面倒なイメージがあったのです」と記している。
成蹊高等学校在学時に初めて制作した8mm映画『FANTASTIC★PARTY』が「日本を記録する8mmフェスティバル」高校生部門特別賞を受賞し、審査委員だった大島渚監督ほか映画人に高く評価される。ついで監督した2本の短編作品『UNK』と『HIGH-SCHOOL-TERROR』が、ともに「ぴあフィルムフェスティバル」に入選、犬童一心らとともに「高校生作家」と称される。学園を舞台にした短編ホラー『HIGH SCHOOL TERROR』は『学校の怪談』など後のジャパニーズホラー・ブームの先駆けとなる。日本大学藝術学部映画学科に進学後、1981年に監督した8mm映画『MOMENT』は学生を中心に大人気となり、現在でもDVDが発売されている。テレビ東京のバラエティ番組『もんもんドラエティ』のために『お茶の子博士のHORROR THEATER』という短編ホラーのコーナーを制作、本人が解説者で登場。また、角川映画『ねらわれた学園』に有川正彦役で出演、薬師丸ひろ子と共演する。
また、パール兄弟のバックダンスチーム「リーマンズ」の一員としても活動。
在学中に近田春夫製作総指揮による長編劇場映画『星くず兄弟の伝説』を監督、卒業後25歳でプロの監督デビューとなる。雑誌の連載など執筆活動も始め、多忙のため日本大学を中退する。以降、ヴィジュアリストという肩書で、長編映画からドラマ、アートフィルム、PVやイベント制作などを行っている。
1986年、Vシネマの草分けとなる『妖怪天国』を監督、手塚治虫、馬場のぼる、水木しげる、楳図かずおらの出演が話題となる（のちに続編『妖怪天国　ゴーストヒーロー』を監督。）
1991年、開発初期のハイビジョンで『東大寺伝説・金剛奇譚』監督。同年、黒澤明監督に取材したドキュメンタリー『黒澤明・映画の秘密』を演出する。
1995年、富士通のPCソフト『TEO〜もうひとつの地球』をプロデュース、世界19か国で50万本のヒットとなる。
1999年、10年をかけた大作長編映画『白痴』を監督した。撮影時には新潟県美咲町に巨大なオープンセットを建設、市民によって運営されるミニシアター「新潟・市民映画館シネ・ウインド」を始め、多くの有志がボランティアで撮影に参加する。現在も新潟・市民映画館シネ・ウインドや市民に映画撮影のノウハウを講義する「にいがた映画塾」、「安吾の会」などの活動に大きく関わっている。ヴェネツィア国際映画祭に招待される。プリモフィーチャーフィルムフェスティバル・デジタルアワードを受賞している。釜山、ラテンアメリカ、アラブほか各国の映画祭にも招待され、フランスでは劇場公開される。
2001年には「東アジア競技大会大阪大会」開会式の総合演出を務める。
2003年からテレビアニメ『ブラック・ジャック』の監督を行い、2006年に東京アニメアワード優秀作品賞を受賞する。マンガ『PLUTO』（浦沢直樹×手塚治虫）の監修を行い、同作は2005年、第9回手塚治虫文化賞マンガ大賞ほかを受賞した。
2005年、愛知万博にてダンスオペラ『UZUME』演出。
2007年よりニコニコ動画に関わり、「ニコニコ国際映画祭」ほかを企画、審査委員長を務める。2011年にはニコニコムービー第1弾として『動画探偵ぐれいと・すぺしゃる　ニコニコ連続殺人事件』を脚本、監督する。
2012年には2011年3月11日に発生した「東日本大震災」の復興支援として、被災地の伝統文化の復興を取り上げたドキュメンタリー映画『雄勝〜法印神楽の復興』（企画：日本ユネスコ協会連盟）を監督。
2013年、漫画「東京シャッターガール」（原作：桐木憲一）を原作としたオムニバス映画「東京シャッターガール」で『わたしは、シャッターガール』を監督。
2014年、手塚治虫の未完の短編アニメ「森の伝説/第二楽章」を監督。
2016年、30年ぶりの続編『星くず兄弟の新たな伝説』を監督、東京国際映画祭招待上映。
2019年、手塚治虫原作の劇映画『ばるぼら』（稲垣吾郎、二階堂ふみ主演。クリストファー・ドイル撮影）を監督。2020年公開。
また、手塚治虫の遺族として宝塚市立手塚治虫記念館、公式ホームページ、東京都江戸東京博物館「手塚治虫展」、シンポジウム「手塚治虫アカデミー」等のプロデュースや、2017年、淡路島アニメテーマパーク「ニジゲンノモリ」のアトラクション「ナイトウォーク火の鳥」（運営：ニジゲンノモリ  演出：NAKED  原作・原案：手塚治虫）の監修を行っている。
著作に『ブラックモーメント』（幻冬舎）『ヴィジュアル時代の発想法』（集英社新書）『父・手塚治虫の素顔』（新潮社）『トランス位牌山奇譚』（竹書房）他がある。その他執筆活動、講演活動、テレビ出演も多く、NHK・ETV『サイエンスZERO』のコメンテーターを8年間務める。2009年「BOX」写真展＠新潟。2014年には「BOX  in BOX」写真展＠渋谷を開催。

## 監督作品

### 映画
- FANTASTIC★PARTY（1978年）※8ミリ映画
- UNK（1979年）※8ミリ映画。「未知との遭遇」へのオマージュフィルム。オフシアター・フィルムフェスティバル'79 入選
- HIGH-SCHOOL-TERROR（1979年）※8ミリ映画。短編ホラーフィルム。第4回ぴあフィルムフェスティバル 入選
- MOMENT（1981年）※8ミリ映画
- SPh（1983年）
- 星くず兄弟の伝説（1985年） - 初の劇場作品。製作総指揮・原案・音楽：近田春夫　出演：久保田慎吾、高木完、戸川京子
- 妖怪天国（1986年） - ゲスト出演：石上三登志、水木しげる、手塚治虫、楳図かずお、馬場のぼる
- 妖怪天国 ゴースト・ヒーロー（1990年）
- NUMANiTE（1995年）
- 白痴（1999年）
- 実験映画（1999年）
- 2001（2001年）
- 2002（2002年）
- ブラック・キス（2006年）
- ブラック・ジャック ふたりの黒い医者（2005年）
- 手塚眞のホラーシアター ザ・バースデイ（2006年）
- 893239（2006年） - 短編オムニバスのうちの一本「撮影ヤクザ」。テヅカ眞名義
- 2006（2006年）
- 雄勝〜法印神楽の復興（2012年）
- 東京シャッターガール（2013年）
- 星くず兄弟の新たな伝説（2018年）
- ばるぼら（2020年）

### テレビ
- お茶の子博士のホラーシアター（もんもんドラエティ）
- ブラック・ジャック（2004年 - 2006年）- アニメ作品
- アザミ嬢のララバイ/第6話（2010年）

### ミュージックビデオ
- 爆風スランプ
  - 「たいやきやいた」（1984年）
  - 「狂い咲きピエロ」（1984年）
- パール兄弟
  - 「バカヤロウは愛の言葉」（1986年）
  - 「ケンタッキーの白い娘」他（1986年）
  - 「青いキングダム」（1988年）
  - 「タンポポの微笑み」（1989年）
- 橋本一子 「Crazy People In The Secret Club」（1988年）
- 聖飢魔II 「Rats Bane」（1989年）
- 戸川京子 「男性の好きなスポーツ」（1989年）
- デュアル・ドリーム 「Be My True Love〜もっと愛したいから」（1990年）
- dido「Across The View」（1993年）
- dip in the pool 「Diana」（1994年）
- やの雪 「Atrantis/白鳥」（2001年）
- ジェットコースターガール「走りたいだけ」（2018年）
- Good Tears「へえ、そーお？」（2018年）

## 書籍

### 著書
- 『青いドラキュラ赤いドラキュラ』北宋社、1983年10月。
- 『夢みるサイコ』新書館、1986年5月。ISBN 4-403-22027-4。
- 『ヴィジュアリスト』新書館、1990年9月。ISBN 4-403-22036-3。
- 『視覚的恍惚』白地社〈叢書l'esprit nouveau 13〉、1995年7月。ISBN 4-89359-098-7。
- 『ブラックモーメント』幻冬舎、1996年7月。ISBN 4-87728-117-7。
- 『ファントム・パーティ』幻冬舎、1997年7月。ISBN 4-87728-169-X。
- 『ヴィジュアル時代の発想法　直感をいかす技術』集英社〈集英社新書〉、2000年11月。ISBN 4-08-720064-7。
- 『天才の息子　ベレー帽をとった手塚治虫』ソニー・マガジンズ、2003年4月。ISBN 4-7897-2029-2。
- 改訂版『「父」手塚治虫の素顔』あいうえお館、2009年5月。ISBN 978-4-416-90923-2。新潮文庫、2012年3月。
- 『手塚治虫　知られざる天才の苦悩』アスキー・メディアワークス〈アスキー新書 111〉、2009年6月。ISBN 978-4-04-867799-8。
- 『トランス 位牌山奇譚』竹書房〈タソガレ文庫〉、2013年5月。ISBN 978-4-8124-9437-0。
- 沈舒悦訳／手塚眞「我的父亲手塚治虫」, New Star Press, ISBN 978-7513307291 (January 1, 2014)。※ 手塚眞「「父」手塚治虫の素顔」の中国語訳版。

### 共著・編著・共編著
- ぼはなんプロダクショイ 編『ぼはなん』新書館、1988年2月。ISBN 4-403-22032-0。 - 共著。
- 手塚眞文、奥平イラ・TEOプロジェクト絵『フィンフィンのなみだ』小学館〈TEO絵本 1〉、1996年12月。ISBN 4-09-727241-1。
- 大原まり子ほか『血』早川書房、1997年9月。ISBN 4-15-208107-4。 - 手塚眞「スティンガー」を収録。
  - 大原まり子ほか『血　吸血鬼にまつわる八つの物語』早川書房〈ハヤカワ文庫 JA〉、2000年6月。ISBN 4-15-030640-0。
- 井上雅彦監修『教室　異形コレクション』光文社〈光文社文庫〉、2003年9月。ISBN 4-334-73558-4。 - 手塚眞「ハイスクール・ホラー」を収録。
- 京極夏彦『妖怪大談義　対談集』角川書店、2005年6月。ISBN 4-04-883925-X。 - 手塚眞述「妖怪を生み出す手法」を収録。
- 京極夏彦『妖怪大談義　対談集』角川書店〈角川文庫〉、2008年6月。ISBN 978-4-04-362005-0。
- 黒沢清『映画のこわい話　黒沢清対談集』青土社、2007年11月。ISBN 978-4-7917-6370-2。 - 手塚眞述「ホラーブームとふたりの戦略」を収録。

### 監修
- PLUTO（漫画：浦沢直樹、プロデューサー：長崎尚志、原作・原案：手塚治虫、協力：手塚プロダクション）
- アトム ザ・ビギンニング（コンセプトワークス：ゆうきまさみ、漫画：カサハラテツロー　原案：手塚治虫　協力：手塚プロダクション）
- オンラインカードゲーム「Astroboy: Edge of Time / アトム：時空の果て」（企画・開発・運営：アクティブゲーミングメディア、キャラクター原作：手塚治虫、協力：手塚プロダクション）

## その他の活動

### PCソフト
- TEO〜もう一つの地球（総合監修）

### プロデュース
- FANCY DANCE（1988年11月21日、キングレコード） - 岡野玲子の漫画『ファンシィダンス』のイメージアルバムをプロデュース

### イベント
- SALON・TETRA（1994年 - 1995年）
- ROBODEX2003（オフィシャルアドバイザー）
- 坂口安吾映画祭（2006年、総合プロデュース&トークショー出演）
- インターネットサービス「ニコニコ動画」における表彰イベント「国際ニコニコ映画祭」審査委員長（現任）
- スターダストブラザーズライブ（2015年）
- 星くずサロン（2015年 - 2019年）
- 星くず兄弟ライブ（2018年）

### ラジオ出演
- ラジオ版「学問ノススメ」173 手塚眞『手塚治虫　知られざる天才の苦悩』（ヴィジュアリスト）（2009年？）。

### テレビ出演
- 録画チャンネル4.5（1986年、フジテレビ）※この番組でのみ流されたVHSビデオカメラのCMに出演
- POPS & ROCK 1988ライブスペシャル（1988年12月24日、NHK総合）[4]
- ミッドナイトジャーナル（1992年、NHK）
- ゲームカタログ2（1997年7月3日、テレビ朝日）
- デジタル・スタジアム（2000年、NHK BS1）
- サイエンスZERO（2003年 - 2011年、NHK）
- アストロボーイ・鉄腕アトム　第33話（2003年、フジテレビ系列）
- ワカコ酒 Season4 第2話（2019年1月14日、BSテレ東） - 客 役

### 映画出演
- ねらわれた学園（1981年　監督：大林宣彦） - 有川正一 役 ※手塚真名義
- 爆裂都市 BURST CITY（1982年　監督：石井岳龍）
- 俗物図鑑（1982年　監督：内藤誠）
- ジャングル大帝（アニメ）（1997年　監督:竹内啓雄）
- ボディドロップアスファルト（2000年　監督：和田淳子）
- 盲獣VS一寸法師（2001年　監督：石井輝男）
- BLACK ROOM（2014年　監督：辻岡正人）
- 少女椿（2016年　監督：TORICO）
- ロリさつ（2017年　監督：増井公二）
- 踊るホラーレストラン（2019年　監督：渡邊世紀）
- 海辺の映画館―キネマの玉手箱（2020年 監督：大林宣彦） - 映画監督（小津安二郎） 役
- 銀幕彩日（2021年公開予定　監督：中田圭） - 本人役

### アニメーション
- 悪右衛門（1993年、監督）
- オサムとムサシ（1994年、原作・監修）
- 都会のブッチー（1995年、監修）
- 森の伝説/第二楽章（2014年、第15回広島国際アニメーションフェスティバルにて上映、監督）
- クミとチューリップ（2015年、アニメミライ出品作、総監督）
- アトム ザ・ビギニング（2017年、プロジェクト企画協力・監修）